# 1587
1587 (MDLXXXVII) var ett normalår som började en torsdag i den gregorianska kalendern och ett normalår som började en söndag i den julianska kalendern.

## Händelser

### Februari
- 13 februari – En ny svensk författning, Vadstena artiklar, antas i Vadstena; Johan III får rätt att utnämna lagmän och biskopar i hertigdömena samt hålla räfsteting där. Avsikten är att neutralisera hertig Karl (IX), som styrt sitt hertigdöme utan respekt för kungen.

### Maj
- Maj – Ett prästmöte hölls i Strängnäs, då stiftet bekräftade Örebro artiklar, och enade sig om en förkastelse av Johan III:s förment katolska liturgi.

### Juni
- 22 juni – England grundar en koloni på Saint Croix.[1]

### Augusti
- 9 augusti – Sigismund väljs till kung av Polen.

### September
- 5 september – Rådsaristokratin tvingar Johan och Sigismund att underteckna Kalmar stadgar. Dessa garanterar Sveriges självständighet gentemot Polen inför den kommande personalunionen mellan länderna. Häri anges, att Sigismund skall besöka Sverige vart tredje år och i övrigt låta landet styras av en sjumannaregering.

### Oktober
- 1 oktober – Abbās I "den store" tillträder som shahanshah av Iran.[2]
- 19 oktober – För att förhindra stadsbränder beslutar Stockholms rådsstyrelse, att stadens hus skall byggas av eller åtminstone bekläs med sten eller tegel.

### November
- 1 november (NS) – Gregorianska kalendern införs i Ungern.[3]

### December
- 17 december – Sigismund kröns till kung av Polen.

## Födda
- 2 april – Virginia Centurione Bracelli, italiensk mystiker och ordensgrundare; helgon.
- 15 juni – Gabriel Gustafsson Oxenstierna, svensk friherre, riksdrots 1634–1640.
- 18 september – Francesca Caccini, italiensk kompositör och sångerska.
- 17 november – Louis De Geer, svensk industri- och finansman av vallonskt ursprung.
- 19 december – Dorothea Sophie av Sachsen-Altenburg, regerande fursteabbedissa av Quedlinburg.

## Avlidna
- 8 februari – Maria Stuart, regerande drottning av Skottland 1542–1567 och drottning av Frankrike 1559–1560 (avrättad).[4]
- 9 oktober – Decio Azzolino den äldre, italiensk kardinal.
- 17 oktober – Bianca Cappello, storhertiginna av Toscana.

### Fotnoter
1. ↑  World Statesmen (läst 3 april 2011)
2. ↑   Chambers Biographical Dictionary. sid. 1. ISBN 0-550-18022-2
3. ↑  Adoption of the Gregorian calendar
4. ↑  Det hände i dag